# Erigone rutila
Erigone rutila är en spindelart som beskrevs av Alfred Frank Millidge 1995. Erigone rutila ingår i släktet Erigone och familjen täckvävarspindlar.
Artens utbredningsområde är Thailand. Inga underarter finns listade i Catalogue of Life.